# Constantin Zuckerman
Constantin Zuckerman (phát âm tiếng Pháp: [kɔ̃stɑ̃tɛ̃ zykɛʁmɑ̃]; sinh năm 1957) là một nhà sử học người Pháp. Ông là Giáo sư nghiên cứu về Đế quốc Đông La Mã tại Ecole Pratique des Hautes Etudes tại Paris.

## Tiểu sử
Zuckerman là tác giả của nhiều bài báo về Đế quốc Đông La Mã, người Goth, người Armenia, người Hung, người Thổ Nhĩ Kỳ, người Khazar, người Magyar và người Rus đầu tiên, trong nhiều dân tộc khác.